# شعب الكريولو
الكريولو هم الأمريكيون اللاتينيون الذين هم من أصل إسباني فقط أو معظمهم من أصل إسباني؛ يميزهم هذا المصطلح عن كل الأمريكيين اللاتينيين متعددي الأعراق والأمريكيين اللاتينيين من أصل مهاجر أوروبي في حقبة ما بعد الاستعمار (وليس بالضرورة إسباني).
في البلدان الناطقة بالإسبانية، يعد استخدام مصطلح الكريولو إشارة إلى شخص من أصل إسباني أو أوروبي قديمًا، باستثناء الإشارة إلى الفترة الاستعمارية. تاريخيًا، تم تصويرهم بشكل خاطئ كطبقة اجتماعية في هرم الطبقات لمستعمرات ما وراء البحار التي أنشأتها إسبانيا بداية من القرن السادس عشر، وخاصة في أمريكا الإسبانية. كانوا أشخاصًا مولودين محليًا ودائمًا تقريبًا من أصل إسباني، ولكن أيضًا في بعض الأحيان من خلفيات عرقية أوروبية أخرى.